# Circoscrizioni dell'Iran
Le circoscrizioni (in persiano بخش‎, bakhsh), sono la suddivisione amministrativa di 3º livello dell'Iran e rappresentano una suddivisione degli shahrestān.
Ogni shahrestān è formato da almeno una circoscrizione, chiamata la Circoscrizione centrale (بخش مرکزی), più eventuali altre con nomi variabili, con una media di circa 2,6 circoscrizioni per contea.
Solitamente ogni circoscrizione comprende qualche città (شهر, šahr) e qualche distretto rurale (دهستان, dehestān), questi ultimi a loro volta formati da villaggi sparsi e dai territori circostanti. 
Al 2008, le circoscrizioni sono 889, contenenti 1016 città, 2400 distretti rurali e circa 62000 villaggi.